# دنیسا روسولووا
دنیسا روسولووا (چکی: Denisa Rosolová؛ زادهٔ ۲۱ اوت ۱۹۸۶) دونده و ورزشکار پرش طول اهل جمهوری چک است.
وی در مسابقات کشوری و بین‌المللی در مجموع برندهٔ ۲ مدال طلا، ۳ مدال نقره، ۳ مدال برنز شده‌است.